# 안드레아스 토르킬센
안드레아스 토르킬센(노르웨이어: Andreas Thorkildsen, 1982년 4월 1일~)은 노르웨이의 육상 선수로 주 종목은 창던지기이다. 2004년과 2008년 하계 올림픽에서 금메달을 획득했고, 2009년 세계 선수권 대회에서 우승했다. 그는 그는 2006년에 91.59m의 개인 최고 기록을 세웠다.

## 어린 시절
크리스티안산에서 태어났다. 토르킬센의 아버지 톰 토르킬센은 1974년에 71.64m의 개인 최고 기록을 세운 전직 창던지기 선수이다. 그의 어머니 벤테(결혼 전 성은 아문센)는 하마르 IL 소속으로 활동한 허들 선수로 1972년 노르웨이 선수권 대회에서 100m 허들 종목을 우승했다. 그는 1명의 형이 있다. 그는 크리스티안산 성당 학교에서 자신의 중등 교육을 받았다.

## 육상 경력
토르킬센은 11세 때 창던지기를 시작했고, 1999년까지 자신의 아버지 톰의 지도를 받았다. 그는 10대로서 수많은 국가 소년 기록을 세웠다. 그는 1999년 유럽 주니어 선수권 대회에서 7위를 했다.
2000년에 토르킬센은 노르웨이 선수권 대회에서 로니 닐센의 뒤에서 은메달을 딸때 첫 메달을 땄다. 10월에 그는 세계 주니어 선수권 대회에 출전했고 남아프리카 공화국 우승자 게르하르두스 피에나르 뒤에서 은메달을 땄다.

### 2001년-2003년
2001년에 토르킬센은 오슬로로 이주했고, 코치 오스문 마르틴센의 지도하에 클럽 SK 비다르 소속으로 활동하기 시작했다. 6월에는 베르겐에서 열린 노르딕 챌린지 대회에서 세계 주니어 신기록을 세웠으며 7월에 2번째 유럽 주니어 선수권 대회에서 러시아의 알렉산드르 이바노프 뒤를 이어 은메달을 획득했다. 8월에는 에드먼턴에서 열린 2001년 세계 선수권 대회에 출전했지만, 이바노프는 결승에 간신히 진출했다. 토르킬센은 겨우 68.41m로 전체 대회에서 마지막으로 들어왔다.
국가 차원에서 토르킬센은 처음으로 노르웨이 챔피언이 되었다. 8월에 그는 소그느스반 원반 던지기 대회에 출전했고, 83.02m의 개인 최고 기록을 세웠다.